# Trumpetdjur
Trumpetdjur (Stentor) är ett släkte encelliga organismer som tillhör en stam av urdjur kallad ciliater. 
Trumpetdjur hör till några av de största encelliga organismerna, då det finns arter som kan bli upp till två millimeter långa. I utsträckt läge har de en trumpetlikt formad kropp med en krans av cilier runt öppningen. Om de blir störda kan de dra ihop sig till en liten boll. 
Trumpetdjur är vanliga i sötvatten och lever ofta många tillsammans, fästade på någon form av underlag. Ibland kan de släppa underlaget och röra sig fritt i vattnet, för att sedan slå sig ner igen på en ny plats. De livnär sig genom att filtrera små näringsrika partiklar ur vattnet. 
En del trumpetdjur lever i symbios med mikroskopiska alger och är grönaktiga. Men det finns också trumpetdjur som är blåaktiga eller orangeröda. Dessa äter vanligen alger istället för att leva i symbios med dem. 
Fortplantningen styrs som hos många andra urdjur till stor del av temperaturen, vid låga temperaturer förökar sig de flesta trumpetdjur mycket sakta eller inte alls, medan de vid varmare, mer gynnsamma temperaturer kan föröka sig mycket snabbt.